# レミニセンス (2021年の映画)
『レミニセンス』（原題：Reminiscence）は、2021年のアメリカ合衆国のSFサスペンススリラー映画。リサ・ジョイが監督・脚本を務めて長編監督デビューを飾り、ヒュー・ジャックマン、レベッカ・ファーガソン、タンディ・ニュートン、ダニエル・ウー、クリフ・カーティス、マリーナ・デ・タビラ、モージャン・アリア、ブレット・カレン、ナタリー・マルティネス、アンジェラ・サラフィアン、ニコ・パーカーが出演する。PG12指定。
2021年8月20日にワーナー・ブラザース・ピクチャーズからアメリカで劇場公開され、ストリーミングサービスのHBO Maxでも1か月間同時公開された。批評家からは野心的な面を評価される一方、『マルタの鷹』『ウエストワールド』などの類似作品の影響から抜け出せていないと酷評されている。また、興行的にはボックスオフィス・ボムと判断され、損益分岐点が1億1000万ドルと言われる中で興行収入が1500万ドルという結果に終わっている。

## ストーリー
海面が上昇した近未来のマイアミに住む、無骨で孤独な退役軍人のニック・バニスター（ヒュー・ジャックマン）は、顧客が望むあらゆる記憶を追体験させる機会を提供するという、危険な職業の専門家である。ある日、彼の人生は、メイ（レベッカ・ファーガソン）という謎めいた若い女性との出会いによって一変する。最初は単なる探し物を端緒とした関係であったが、やがてメイとの関係は情熱的な恋愛へと発展する。しかし、別の依頼人の記憶がメイを凶悪犯罪に巻き込んでしまったため、バニスターは過去の暗い世界を掘り下げて、自分が愛した女性の真実を明らかにしなければならなくなる。

## キャスト
※括弧内は日本語吹替。
- ニック・バニスター - ヒュー・ジャックマン（山路和弘）
- メイ - レベッカ・ファーガソン（北西純子）
- エミリー・“ワッツ”・サンダース - タンディ・ニュートン（浅野まゆみ）
- セント・ジョー - ダニエル・ウー（三上哲）
- サイラス・ブース - クリフ・カーティス（丸山壮史）
- ウォルター・シルヴァン - ブレット・カレン（広瀬彰勇）
- ゾーイ - ニコ・パーカー（英語版）[12][13]
- エルサ・カリーン - アンジェラ・サラフィアン
- エイヴリー・カスティッロ - ナタリー・マルティネス
- タマラ・シルヴァン - マリーナ・デ・タビラ
- セバスチャン・シルヴァン - モージャン・アリア（英語版）
- ハンク - ハビエル・モリーナ
- フォークス - サム・メディナ
- ハリス - ノリオ・ニシムラ
- フレディ - ロクストン・ガルシア

## 製作
2019年1月、リサ・ジョイが本作で監督デビューすることが発表され、ヒュー・ジャックマンとレベッカ・ファーガソンが出演することが明らかになった。2019年3月には、ワーナー・ブラザースが本作の配給権を購入したことが報じられた。8月には、タンディ・ニュートンがキャストに追加され、10月にはダニエル・ウー、アンジェラ・サラフィアン、ナタリー・マルティネス、マリーナ・デ・タビラ、クリフ・カーティスが加わった。撮影は2019年10月21日にニューオーリンズとマイアミで開始された 。

## 公開
『レミニセンス』は、2021年8月20日にワーナー・ブラザース・ピクチャーズから米国で公開された。当初は2021年4月16日に公開される予定だったが、COVID-19のパンデミックの影響で、公開日程の枠が『モータルコンバット』に変更され、本作は上映予定が未定となった。その後、アメリカでの劇場公開は2021年9月3日、海外での劇場公開は2021年8月25日から、と改めて設定された。しかし、その後もアメリカでの公開日は『シャン・チー/テン・リングスの伝説』との競合を避けるために8月27日に繰り上げられ、さらに8月20日に繰り上げられることとなった。また、配給を担当するワーナー・ブラザースは映画計画の一環として、本作を含む2021年公開の17本の映画を劇場公開と同時にHBO Maxでストリーミング配信する方針を発表した。その後、通常の家庭用メディアでの公開スケジュール期間まで削除することにした。

## 評価

### 興行収入
バラエティ誌は、『レミニセンス』が損益分岐点を超えるためには1億1000万ドルの興行収入が必要と指摘している。
北米では『パウ・パトロール ザ・ムービー』『ザ・プロトジェ』『ナイト・ハウス』『Flag Day』と同日公開され、オープニング週末の興行収入は195万ドル（3265劇場）を記録した。公開初日の興行収入は67万5000ドルで、オープニング週末興行成績は第9位だった。3000劇場以上で公開された映画としては、2020年1月公開の『リズム・セクション』の記録（270万ドル）を抜いて歴代ワースト記録を塗り替えた。公開第2週末の興行収入は前週比59%減の79万2408ドルだった。

### 批評
Rotten Tomatoesでは180件の批評が寄せられ、支持率37%、平均評価5.1/10となっており、批評家の一致した批評は「『レミニセンス』には物語的な野心がないわけではないが、SFアクションとノワール・スリラーの不確かな融合は、これよりも素晴らしい映画の記憶を呼び起こすだろう」となっている。Metacriticでは42件の批評に基づき46/100のスコアを与えており、CinemaScoreではC+評価、ポストトラックでは67%が好意的な評価を与えている。
バラエティ誌に寄稿したオーウェン・グレイバーマンは映画を「過去に観たことがあるものを完璧に調整した2時間の蜃気楼」と表現し、「『ブレードランナー』のようでもあり、『ゴッドファーザー』のようでもある。ビルや路地が残る水浸しのマイアミの風景は、『ウォーターワールド』や『ハンガー・ゲーム』シリーズの続編を思い起こさせる」と批評している。シカゴ・サンタイムズのリチャード・ローパーは2/4の星を与え、「『チャイナタウン』に向かう『バニラ・スカイ』のどこかで、『マルタの鷹』と『インセプション』が出会ったかのような独創的で野心的な作品だ。しかし、荒々しくて複雑な、そして最終的に失望させられるSFノワール『レミニセンス』は、あちらこちらへ進んでいくが、最後にはレールを外れてしまう」と批評している。『ザ・プレイリスト』に出演したニック・アレンはB+評価を与え、「知的で感情的なスリルが詰まった珠玉の作品」と批評し、さらにヒュー・ジャックマンとレベッカ・ファーガソンの演技を高く評価している。

## Blu-ray/4K ULTRA HD/DVD
ワーナー・ブラザース・ホームエンターテイメントよりBlu-ray Disc、DVD、4K ULTRA HD、が発売。NBCユニバーサルが販売。
- Blu-ray
  - レミニセンス ブルーレイ&DVDセット　品番：1000808731　発売日：2022年1月7日
  - レミニセンス　品番：1000817916　発売日：2022年8月3日
- 4K ULTRA HD
  - レミニセンス ＜4K ULTRA HD&ブルーレイセット＞　品番：1000808730　発売日：2022年1月7日
- DVD
  - レミニセンス　品番：1000817917　発売日：2022年8月3日